# Dinacard
DinaCard kartica je nacionalna platna kartica Republike Srbije koja se koristi za plaćanje robe i usluga i za podizanje gotovog novca.  DinaCard karticom se u Srbiji mogu plaćati roba i usluge na svakom prodajnom mestu obeleženom nalepnicom sa znakom DinaCard, a gotovina je korisnicima dostupna na svim bankomatima i šalterima koji nose ovu oznaku. 
Osnovna podela platnih kartica u DinaCard sistemu je podela na debitne i kreditne kartice. 
DinaCard sistem je osnovan u 2003. godini, kao rezultat saradnje Narodne banke Srbije s poslovnim bankama. Cilj njegovog pokretanja bio je ubrzani razvoj bezgotovinskog načina plaćanja, smanjenje gotovine u novčanoj masi i suzbijanje sive ekonomije. Zamišljena je i kao način da se izbegnu plaćanja visokih provizija platnih kartica koje izdaju strane kompanije. 
Budući da je međubankarska naknada iznos koji za svaku obavljenu transakciju banka prihvatilac plaća banci izdavaocu kartice, ona je značajna za trgovce jer čini deo trgovačke provizije. Iako trgovačka provizija zavisi i od drugih faktora, niži iznosi međubankarskih naknada utiču i na to da trgovačka provizija - provizija koju trgovac za svaku transakciju platnom karticom na svom prodajnom mestu plaća banci prihvatiocu - bude niža. 
Međubankarske naknade u DinaCard sistemu iznose 0,2% od iznosa transakcije za debitne kartice i 0,3% od iznosa transakcije za kreditne kartice, dok je za poslovne kartice u DinaCard sistemu definisana najniža međubankarska naknada na domaćem tržištu koja iznosi maksimalno 0,83% od iznosa transakcije. Primera radi, naknada koje Viza ili Masterkard naplaćuje trgovcima iznosi od 2.7% do 3.5%.  
Kreiranjem nacionalne kartice velikom broju banaka koje nisu bile uključene u internacionalne sisteme omogućeno je da, bez velikih materijalnih ulaganja, svojim klijentima ponude platnu karticu koja se može koristiti na celokupnoj prihvatnoj mreži u Srbiji (od decembra 2010. godine kartica se može koristiti i u inostranstvu). Istovremeno, vodilo se računa o tome da nacionalna kartica bude pristupačna građanima, kao i da međubankarske provizije budu u skladu sa uslovima na srpskom tržištu.
U okviru dodatnih usluga za korisnike, kartica se može koristiti za plaćanje putem mobilnog telefona, plaćanje na internetu i plaćanje direktno na šalterima Uprave za trezor.
DinaCard sistemom upravlja Narodna banka Srbije.